# Mi tierra (canción de Ritmo Peligroso)
«Mi Tierra» es un sencillo de la legendaria banda de Latin rock Ritmo Peligroso, la cual desde 2011 dio indicios de su regreso y que desde 2012 empezó a aparecer en algunos festivales como el Vive Latino 2012,  en 2013 presentó su sencillo "Mi Tierra", el cual es un canto sobre la situación actual con los inmigrantes mexicanos en estados unidos (aunque trata de expresar la situación mundial de la inmigración). 
este sencillo se dio a conocer en 2013 pero fue en 2017 que se dio conocer en las plataformas Digitalesd io la versión con Panteón Rococó .

## Versiones
El escritor de la canción es Piro el vocalista de la banda

| Versión Original (2013) |             |          |  |
| N.º                     | Título      | Duración |  |
| 1.                      | «Mi Tierra» | 3:45     |  |

| Versión Con Panteón Rococó (2014) |                                    |          |  |
| N.º                               | Título                             | Duración |  |
| 1.                                | «Mi Tierra (Feat. Panteón Rococó)» | 3:37     |  |

## Músicos

### Ritmo Peligroso
- Piro — voz.
- El Gato — batería.
- Mongoose — guitarra.
- Mosy — guitarra.
- Avi — bajo.
- Manny — percusiones.

### Panteón Rococó
- Dr. Shenka — voz.
- Darío Espinosa — bajo.
- Hiram Paniagua — batería.
- Leonel Rosales — guitarra.
- Felipe Bustamante — teclados.
- Paco Barajas — trombón.
- Missael — saxofón
- Rodrigo Gorri Bonilla — guitarra.
- Tanis — percusiones